# 蔡

蔡（Cai）の位置

蔡（さい、拼音: Cài）、紀元前1046年 - 紀元前447年）は周代に中国に存在した侯国。国姓は姫。国都は上蔡（現在の河南省駐馬店市上蔡県の南西）にあり、そこを中心として現在の河南省上蔡県一帯を領土とした。後、首都を新蔡（現在の河南省駐馬店市新蔡県）に遷した。周の武王が実弟の蔡叔度を侯爵に封じたのが始まり。紀元前531年楚に攻められて新蔡を追われ、首都を下蔡（現在の安徽省淮南市鳳台県）に遷したが、のち楚の恵王に滅ぼされた。

## 歴代君主
1. 叔度
2. 蔡仲 (胡)
3. 伯荒
4. 宮侯（？）
5. 厲侯（？）
6. 武侯（？、在位紀元前863年 - 紀元前837年）
7. 夷侯（？、在位紀元前837年 - 紀元前809年）
8. 釐侯（所事、在位紀元前809年 - 紀元前761年）
9. 共侯（興、在位紀元前761年 - 紀元前760年）
10. 戴侯（？、在位紀元前759年 - 紀元前750年）
11. 宣侯（措父、在位紀元前749年 - 紀元前715年）
12. 桓侯（封人、在位紀元前714年 - 紀元前695年）
13. 哀侯（献舞、在位紀元前694年 - 紀元前675年）
14. 穆侯（肸、在位紀元前674年 - 紀元前646年）
15. 荘侯（甲午、在位紀元前645年 - 紀元前612年）
16. 文侯（申、在位紀元前611年 - 紀元前592年）
17. 景侯（固、在位紀元前591年 - 紀元前543年）
18. 霊侯（般、在位紀元前542年 - 紀元前531年）
19. 平侯（廬、在位紀元前530年 - 紀元前522年）
20. 悼侯（東国、在位紀元前521年 - 紀元前519年）
21. 昭侯（甲、在位紀元前518年 - 紀元前491年）
22. 成侯（朔、在位紀元前490年 - 紀元前472年）
23. 声侯（産、在位紀元前471年 - 紀元前457年）
24. 元侯（在位紀元前456年 - 紀元前451年）
25. 侯斉（斉、在位紀元前450年 - 紀元前447年）